# Кері Лейк
Карі Лейк Галперін (англ. Kari Lake Halperin; нар. 23 серпня 1969) — американська політична діячка, колишня ведуча теленови та журналістуа. Кандидатка від Республіканської партії на виборах губернатора Аризони 2022 року, на яких поступилася демократці Кеті Гоббс. Лейк відмовилася погодитися з результатами і подала до суду, намагаючись оголосити себе переможницею. Суди відхилили позов.
Почавши свою кар'єру в ЗМІ на початку 1990-х, Лейк була ведучою телеканалу Phoenix KSAZ-TV з 1999 по 2021 рік Пішла з посади ведучої незадовго до того, як оголосила про участь у виборах губернатора, і виграла праймаріз від Республіканської партії за підтримки колишнього президента Дональда Трампа. Її передвиборча кампанія відзначалася суперечливими заявами, зокрема просуванням неправдивих тверджень про перемогу Трампа на президентських виборах 2020 року та закликами до ув'язнення тих, хто погодилися з поразкою Трампа, включно з її опоненткою від Демократичної партії, держсекретаркою Аризони Кеті Гоббс.

## Ранні роки
Лейк народилася в 1969 році в Рок-Айленді, штат Іллінойс, у родині Ларрі А. Лейка, вчителя та тренера з американського футболу та баскетболу з Річленд-Сентр, штат Вісконсин, і Шейли А. Лейк (до шлюбу МакГуайр), медсестри з Еплтона, штат Вісконсин. Вона молодша з дев'яти дітей.
Лейк виросла в Айові. Закінчила середню школу North Scott в Елдріджі, штат Айова, а потім здобула ступінь бакалавра мистецтв у галузі комунікації та журналістики в Університеті Айови.

## Медійна кар'єра
У травні 1991 року Лейк почала працювати на телеканалі KWQC-TV у Давенпорті, штат Айова як стажерка під час навчання в Університеті Айови. Пізніше вона стала асистенткою виробництва, після цього приєдналася до WHBF-TV у Рок-Айленді, штат Іллінойс, як щоденна репортерка і ведуча прогнозу погоди на вихідних у 1992 році. У серпні 1994 року Лейк почала працювати на KPNX у Фініксі, штат Аризона, ведучою прогнозу погоди на вихідних. Пізніше вона стала вечірньою ведучою в KPNX, а влітку 1998 року переїхала працювати на телеканал WNYT в Олбані, штат Нью-Йорк, замінивши Кріса Капостейсі.
Лейк повернулася до Аризони в 1999 році і стала вечірньою ведучою на KSAZ-TV (Fox 10 Phoenix). Працюючи на KSAZ, Лейк брала інтерв'ю у президента Барака Обами в 2016 році та президента Дональда Трампа в 2020 році.
В останні роки роботи в ЗМІ Лейк ділилася неправдивою та неперевіреною інформацією в соціальних мережах, що викликало критику та принесло їй репутацію провокаторки. У 2018 році вона виступила проти руху Red for Ed, який домагався збільшення фінансування освіти через страйки та протести, стверджуючи, що рух є «великим поштовхом до легалізації маріхуани»; пізніше вона вибачилася за цю заяву (заявивши, що «зробила неправильний висновок») і, за словами регіонального директора з кадрів телеканалу, згодом взяла несподівану місячну відпустку зі своєї посади на телеканалі. У липні 2019 року Лейк потрапила на кадри з «гарячого мікрофона», які рекламували її обліковий запис на вебплатформі Parler. Вона поділилася дезінформацією про COVID-19 у Twitter і Facebook у квітні 2020 року. Заяви та дії Лейк викликали розбіжності серед колег в останні роки її роботи на станції.
У березні 2021 року вона оголосила про свій відхід з KSAZ через день після того, як FTVLive, сайт індустрії телевізійних новин, опублікував відеоролик Лейк на Конференції консервативних політичних дій (CPAC) в Орландо; вебсайт сумнівався, чи була Лейк там як журналістка чи як членкиня руху. У червні 2021 року вона оголосила про свою кампанію в губернатори.

## Політична кар'єра

### Зміни партійної приналежності

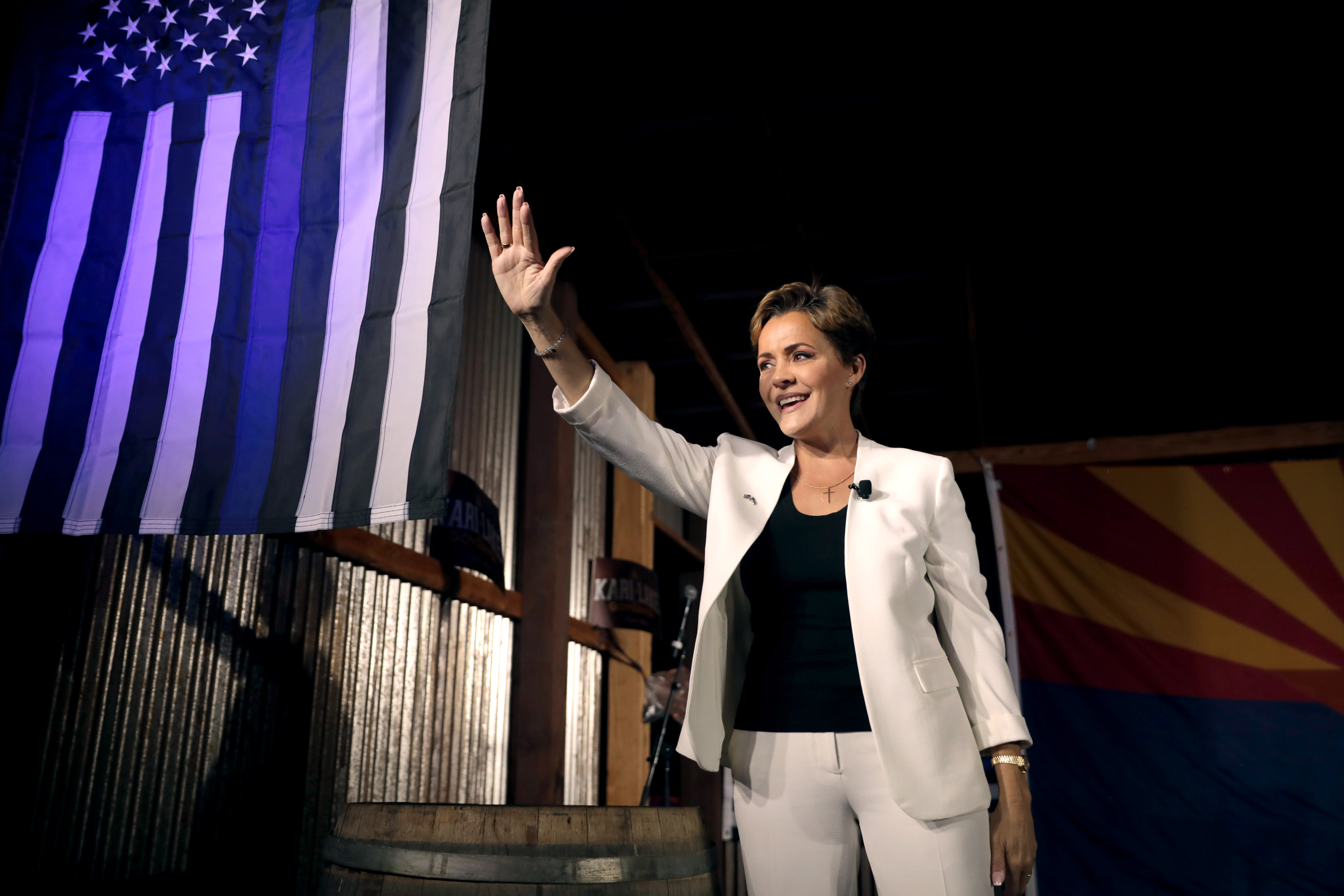
Лейк на агітаційному заході 2 жовтня 2021 року з тонкою синьою лінією

Лейк була членкинею Республіканської партії до 3 листопада 2006 року, коли вона змінила свою реєстрацію, щоб стати незалежною. Вона зареєструвалася як демократка 4 січня 2008 року, наступного дня після того, як Обама виграв президентські кокуси Демократичної партії в Айові. Лейк знову стала республіканкою 31 січня 2012 року. Вона пояснила вихід з Республіканської партії в 2006 році як реакцію на війни в Іраку та Афганістані, що тривали в той час. На президентських виборах підтримувала Джона Керрі в 2004 році і Барака Обаму в 2008 році. Вона також зробила кілька пожертвувань кандидатам у президенти від Демократичної партії. Після початку своєї кампанії на посаду губернатора в 2021 році Лейк назвала Трампа, Рональда Рейгана та голову Республіканської партії Аризони Келлі Ворд, які були колишніми демократами, як прецеденти для своєї зміни партії.

### Губернаторські вибори 2022 року

Результати республіканських праймаріз 2022 в Аризоні: світліше 40-50 % за Лейк, темніше 50-60 % за Лейк

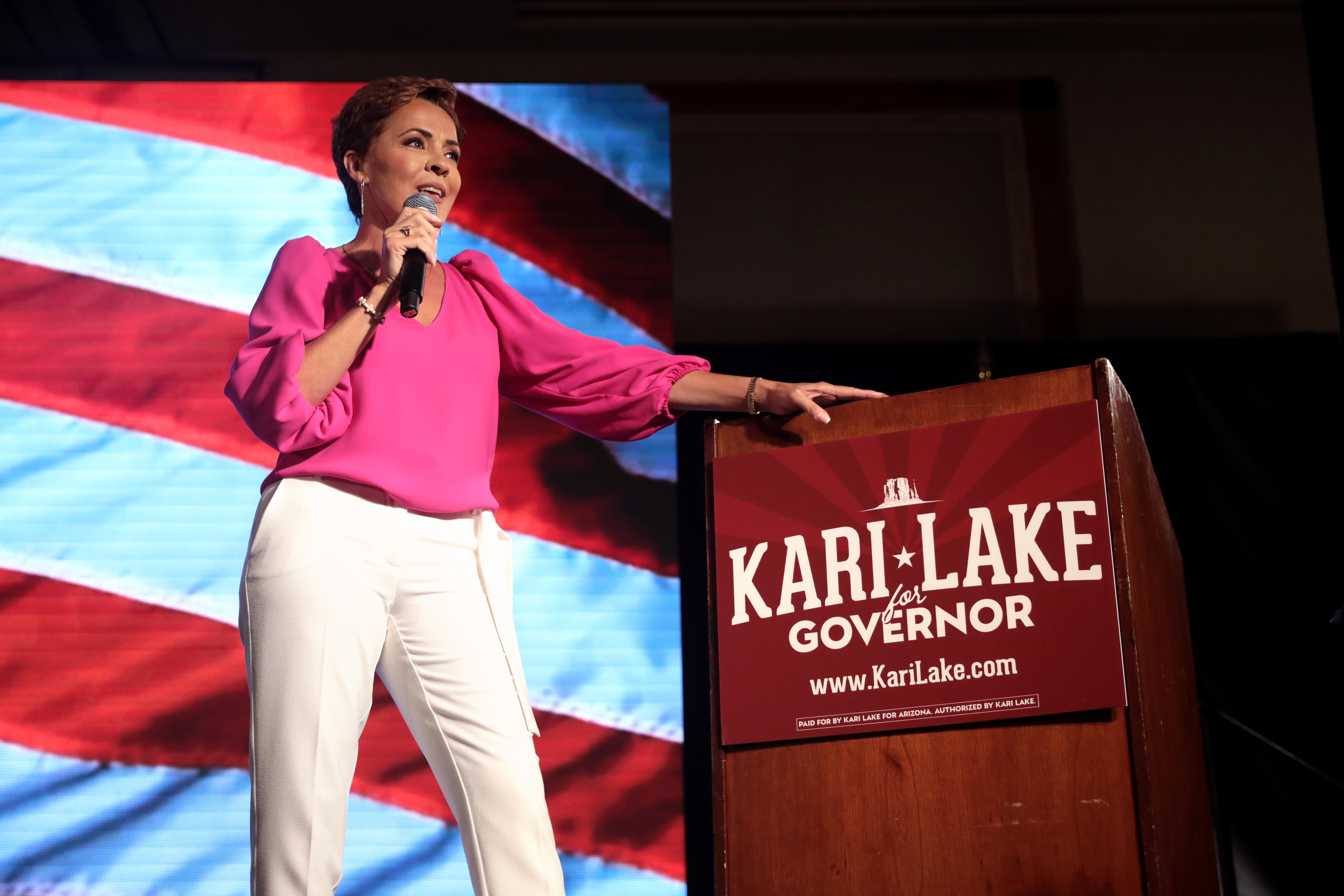
Лейк на агітаційному заході в Скоттсдейлі, штат Аризона, 5 липня 2021 р

У червні 2021 року Лейк офіційно висунула свою кандидатуру на посаду губернатора Аризони від Республіканської партії на виборах у 2022 році, щоб замінити чинного губернатора від республіканців Дуга Дусі, у якого закінчувався другий з двох дозволених термінів. Четверо кандидатів претендували на номінацію від Республіканської партії: Лейк, колишня забудовниця і членкиня ради регентів штату Аризона Керрін Тейлор Робсон, Паола Туліані Дзен і Скотт Нілі. Лейк і Робсон були лідерками в опитуваннях і зборі коштів. П'ятий кандидат від Республіканської партії, ексконгресмен Метт Салмон, вибув із перегонів після відставання в опитуваннях і підтримав Робсон.
Під час своєї кампанії Лейк називали «чемпіонкою ультраправого» руху в США. Лейк отримала підтримку Дональда Трампа у вересні 2021 року Праймеріз розглядалися як «битва» між республіканцями, які приєдналися до Трампа, та республіканцями з істеблішменту. Робсон підтримали такі особи, як колишній віцепрезидент Майк Пенс, губернатор Дусі та колишній губернатор штату Нью-Джерсі Кріс Крісті. До кінця 2021 року Лейк зібрала 1,4 мільйонів доларів з 12000 джерел. Лейк зосередила свою кампанію на поширенні неправдивих тверджень про те, що президентські вибори 2020 року в Аризоні та по всій країні були «сфальсифікованими та вкраденими»; Борис Епштейн, колишній помічник Трампа в Білому домі, який пропагував ідею Трампа скасувати результати виборів, пояснив такою позицією її перемогу на праймеріз Республіканської партії, незважаючи на те, що вона «програла 10 до 1». Лейк перемогла на праймеріз республіканців в Аризоні 2 серпня 2022 року, здобувши перемогу в усіх округах.
Після перемоги на праймеріз Республіканської партії Лейк сказала, що «ми всі великі хлопці та великі дівчата», закликаючи людей «об'єднатися»; однак протягом тижня після перемоги заявила: «Ми вбили кіл у серце машини Маккейна». Пізніше, на початку листопада, Лейк брала участь у передвиборчій кампанії, де вона сказала «республіканцям Маккейна йти до біса!» Лейк також назвала традиційну Республіканську партію «партією Маккейна», а потім заявила: «Хлопче, Аризона принесла кілька невдах, чи не так?» Ці її заяви суперечили її минулому опису Джона Маккейна (колишнього сенатора-республіканця від Аризони) чотири роки тому, після його смерті, як «відважного», «героя війни, прикладу для наслідування та сили, з якою потрібно рахуватися».
Кандидатка у губернатори від Демократичної партії Кеті Гоббс відмовилася брати участь у дебатах з Лейк під час виборів. Однак обидві відвідали форум кандидатів у губернатори у вересні 2022 року, який проводила Торгово-промислова палата Аризони, де вони окремо відповідали на запитання.

#### Політична позиція

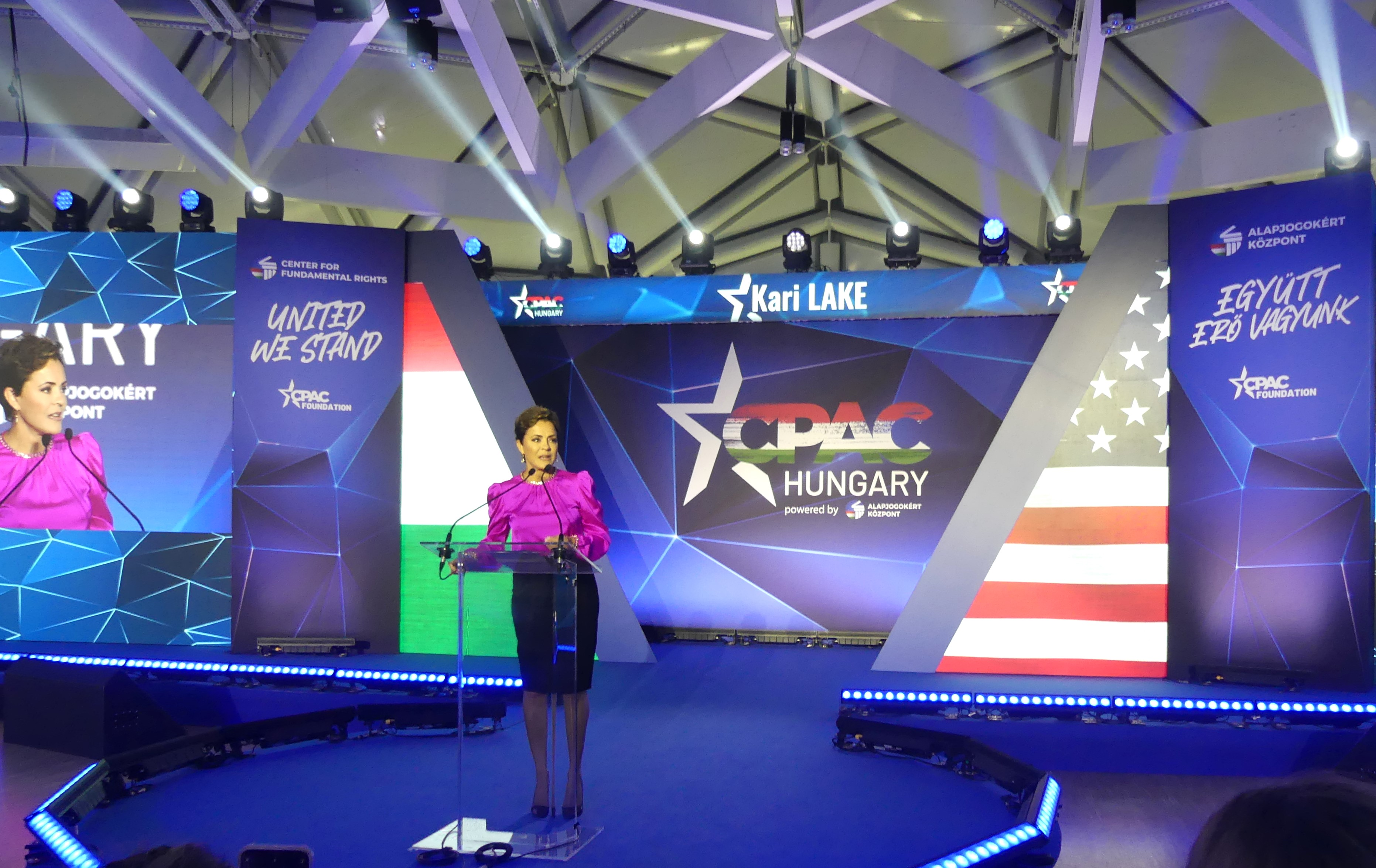
Виступає на CPAC (Конференції консерваторів) в столиці Угорщини Будапешті

Лейк вважає себе консервативною республіканкою, а у 2022 році назвала себе «кандидаткою від Трампа». Під час своєї губернаторської кампанії 2022 року вона заручилася підтримкою правих екстремістів. Вона звинуватила президента Джо Байдена та демократів у виношуванні «демонічної програми». У 2021 і 2022 роках Лейк була присутня на Conservative Political Action Conference (CPAC), щорічній зустрічі консерваторів і республіканців, в Орландо.
У 2022 році Лейк заявила, що вважає аборт «найвищим гріхом», і високо оцінила рішення Верховного суду у справі Dobbs v. Jackson Women's Health Organization, яка постановила, що відповідно до Конституції США не існує федерального права на аборт, і скасувала рішення у справі Ро проти Вейда . Вона підтримала заборону як хірургічних, так і медикаментозних абортів в Аризоні. У коментарі для Independent Journal Review Лейк написала, що як губернаторка вона депортувала б нелегальних іммігрантів, які в'їжджають в Аризону без федерального дозволу, і добудувала б незавершені частини стіни Трампа на кордоні Мексики та Сполучених Штатів.
Лейк виступає проти законодавства, яке передбачає захист від дискримінації людей на основі сексуальної орієнтації та гендерної ідентичності, а також проти вбиралень для транслюдей. Вона назвала права ЛГБТ-людей частиною «алфавітної мафії». Лейк стверджувала, що «я і більшість моїх друзів-геїв приголомшені „BTQ+“ [бісексуали, трансгендери та квір плюс] усім, що вони постійно приплітають до цього». Вона критикувала дреґ-королев як потенційно шкідливих для дітей, попри те, що сама відвідувала та підтримувала події дреґ-королев. Після поразки на виборах її було внесено до списку почесних лауреатів і ведучої в Мар-а-Лаго на 15 грудня 2022 року на заході «Spirit of Lincoln Gala», проведеному Log Cabin Republicans, організацією ЛГБТ-республіканців.
В інтерв'ю журналісту 60 Minutes Australia Ліаму Бартлетту Лейк заявила, що австралійці «не мають свободи» через суворі австралійські закони про зброю; у твіті через чотири місяці Лейк сказала, що якщо її оберуть на посаду губернаторки, то вона не «визнає» федеральні закони про зброю.

## Особисте життя
З серпня 1998 року Лейк одружена з Джеффом Гальперіном Раніше була одружена з Трейсі Фіннеганом, інженером-електриком.
Лейк виховувалася як католичка. За словами її друзів, раніше вона вважала себе буддисткою до 2015 року. Станом на 2022 рік вона ідентифікувала себе як євангельська християнка.